# Emilio Estefan
Emilio Estefan Gómez (nascido em 4 de março de 1953) é um músico e produtor cubano-americano. Estefan ganhou 19 prêmios Grammy. Emílio Estefan ganhou destaque como membro da Miami Sound Machine e atualmente é marido da cantora Gloria Estefan, pai do filho Nayib Estefan e da filha Emily Estefan, e tio da personalidade da televisão espanhola Lili Estefan. Estefan é creditado por abrir caminho para o Latin Boom no segmento musical dos anos 90, principalmente através de artistas que ele agenciou e produziu, incluindo sua esposa Gloria Estefan, além de Ricky Martin, Jennifer Lopez, Shakira, Jon Secada e Marc Anthony. Ao longo de sua carreira recebeu o prêmio BMI "Compositor do Ano" em 2005 e uma estrela na Calçada da Fama de Hollywood. Ele também recebeu o Sammy Cahn Lifetime Achievement Award pelo Songwriters' Hall of Fame em 2009. Em novembro de 2015, o presidente Barack Obama concedeu a Emilio Estefan a Medalha Presidencial da Liberdade, a mais alta honraria civil do país.

## Antecedentes
Emilio Estefan Jr. nasceu em Santiago de Cuba, filho de Emilio Estefan (1919–2003)  e Carmen María Gómez (1921–2006). Seu pai Emilio Estefan nasceu em Cuba, sua família é descendente de sírios, espanhóis e libaneses, sendo o segundo filho de uma família que consistia de onze irmãos. Os pais de Carmen Gómez, Antonio Gómez e Carmen Vasquez, eram imigrantes espanhóis que se conheceram enquanto esta trabalhava para a família Bacardi.
Em 1967, com a idade de quatorze anos, Emílio Estefan fugiu, junto com seu pai, de Cuba para a Espanha para escapar do governo revolucionário cubano. O plano da família era se reunir nos Estados Unidos e, como resultado, Carmen optou por ficar para trás porque não queria abandonar seus pais. Além disso, o irmão mais velho de Emílio, José Estefan (nascido em 1945) foi convocado para o serviço militar e não pôde deixar Cuba até 1980. Por cerca de um ano, Emílio e seu pai viveram uma vida pobre na Espanha antes de se mudarem permanentemente para Miami, Flórida. Embora as circunstâncias fossem muito melhores em Miami, a família enfrentou problemas econômicos enquanto moravam em uma casa apertada com a tia de Estefan e oito primos. Emílio não se reuniu com sua mãe até 1971, quando ela finalmente conseguiu entrar nos Estados Unidos.
Foi durante seus anos de formação que Emilio Estefan cultivou sua sensibilidade musical, pois muitas vezes usava suas habilidades de tocar acordeão para ganhar gorjetas suficientes para sustentar seu pai e família.

## Carreira profissional

### Início da Carreira
Em 1975, Gloria Fajardo (futuramente Gloria Estefan) e sua prima Mercedes "Merci" Navarro (1957–2007)  conheceram Estefan enquanto se apresentavam em um ensaio da igreja. Estefan, que havia formado a banda Miami Latin Boys no início daquele ano, aprendeu sobre Gloria através de um conhecido mútuo. Enquanto os Miami Latin Boys se apresentavam em um casamento cubano no Hotel Dupont, Gloria e Merci (que eram convidados do casamento) apresentaram dois padrões cubanos de improviso. Eles impressionaram tanto os Miami Latin Boys que foram convidados a se juntar à banda permanentemente com o nome da banda mudando para Miami Sound Machine . Gloria, que na época cursava a Universidade de Miami, só concordou em se apresentar nos finais de semana para que seus estudos não fossem interrompidos.
Eventualmente, o Miami Sound Machine se apresentaria com Gloria Estefan (nascida Fajardo) como vocalista e headliner.

### Produtor
Como produtor, Estefan moldou e desenvolveu as carreiras de muitos superstars da música. Seu papel influente no boom latino do final dos anos 90 e início dos anos 00 se reflete em sua produção e composição em álbuns de Shakira's Laundry Service e Donde estan los ladrones ?, Ricky Martin de Ricky Martin e Sound Loaded, On the 6 de Jennifer Lopez, Jon Secada, Marc Anthony, Thalia, entre outros.
Ele também produziu vários eventos para o mercado geral e para a televisão do mercado hispânico. Esses eventos incluem o Grammy Latino, o Hispanic Heritage Awards, Nuestra Navidad e algumas produções de alto nível na HBO e Showtime. Ele também produziu muitos eventos musicais na Casa Branca.
Em 2008, Estefan produziu e dirigiu seu primeiro documentário completo 90 Millas para mostrar a história e os pioneiros da música cubana.
Estefan reuniu dezenas de artistas latinos em 2010 para gravar " We Are The World " de Michael Jackson em espanhol. A versão em espanhol, já escrita por Estefan e aprovada por Quincy Jones, tornou-se " Somos El Mundo ". Ele estreou durante El Show de Cristina em 1 de março de 2010 e os fundos foram para o socorro ao Haiti .
Além disso, em 2010, Estefan lançou seu livro The Rhythm of Success – How an Immigrant Produced his own American Dream. No ano seguinte, Estefan apresentou o livro The Exile Experience: A Journey to Freedom em colaboração com o escritor Carlos Pintado e o jornalista Carlos Alberto Montaner, que incluiu depoimentos pessoais de diferentes gerações de exilados.
The Exile Experience: Journey to Freedom é publicado em três edições separadas – cada uma feita sob medida para aqueles que chegaram através da Operação Pedro Pan, dos Voos da Liberdade e do teleférico Mariel. Cada edição traz os nomes de cada cubano que chegou por meio de um desses três êxodos, e houve um acúmulo de 400.000 e mais nomes entre as três edições publicadas.
Ele fez parceria com o Nederlander Group em 2013 para produzir o musical da Broadway, On Your Feet! O musical é baseado na vida e legado musical dos Estefans e Fajardos. De pé! estreou na Broadway em outubro de 2015.
Estefan também se tornou um embaixador da AARP Life Reimagined em 2013. Em sua nova função, Emilio compartilha suas opiniões sobre uma variedade de assuntos, incluindo vida, orientação, empreendedorismo, filantropia e muito mais.
Em fevereiro de 2014, Estefan dirigiu e produziu o documentário An Unbreakable Bond sobre a história da vida real da dupla de pai e filho Marc e Nick Buoniconti em busca de uma cura para a paralisia. O filme estreou em festivais de cinema nacionais e internacionais.

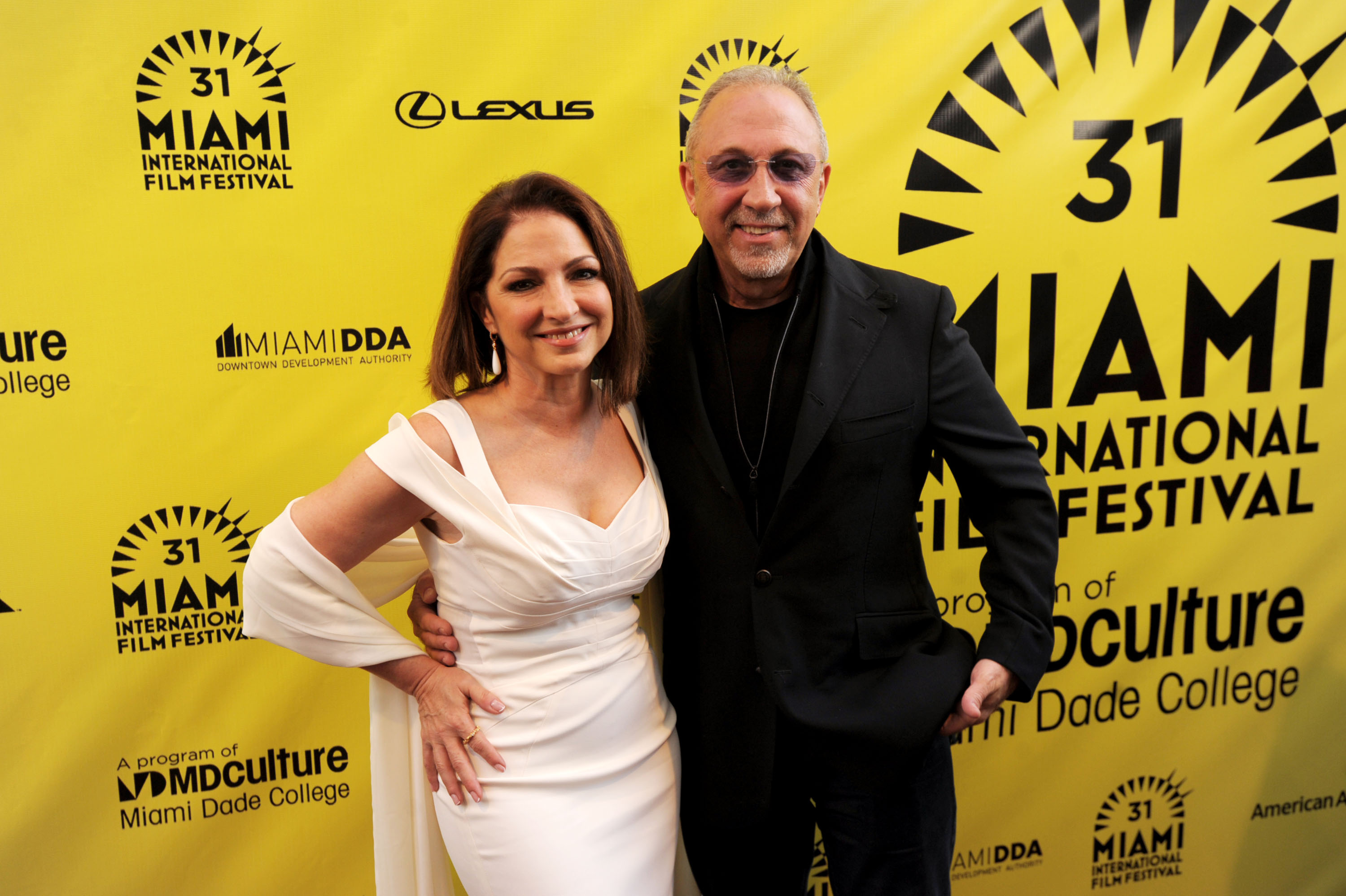
Gloria & Emilio Estefan na estréia do Festival Internacional de Cinema de Miami de 2014 de um vínculo inquebrável

No início de 2014, em uma decisão aprovada por unanimidade pela Comissão do Condado, Estefan foi nomeado Embaixador Especial de Miami-Dade pelo Comissário do Condado de Miami-Dade, Jean Monestime . Em seu papel não-partidário não remunerado de quatro anos, Emilio foi definido para representar a comunidade de Miami-Dade em nível internacional para incentivar e promover a diversidade de negócios e comércio. Durante o mesmo ano, Estefan e Botrán Rum criaram uma aliança estratégica de marketing, incluindo um endosso pessoal de Estefan. Por meio de sua função, Estefan ajudará a promover a marca nos EUA, liderando uma campanha de marketing multicanal com o mantra "A noite começa com Botran".
Estefan é o segundo vice-presidente da comissão do Museu Nacional do Latino Americano, uma comissão bipartidária encarregada de explorar a possibilidade de criar um Museu Nacional do Latino em Washington DC

### Outros empreendimentos comerciais

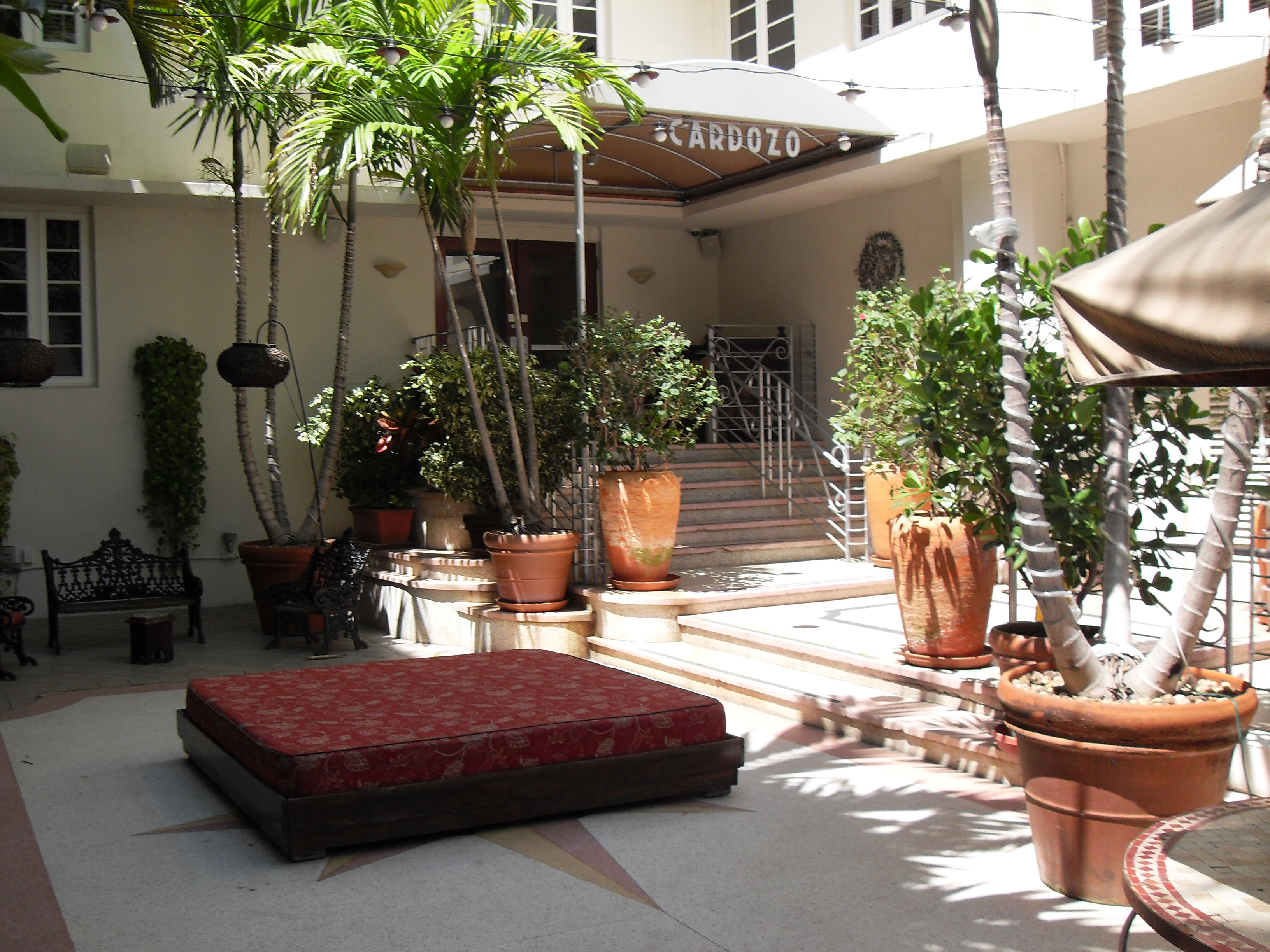
O hotel Cardozo na Ocean Drive, em Miami Beach, Flórida.

Gloria e Emilio Estefan possuem vários estabelecimentos comerciais, incluindo vários restaurantes com temática cubana ( Bongos Cuban Café ; Larios on the Beach ). Os restaurantes estão localizados em Miami Beach, centro de Miami (parte da American Airlines Arena), no Seminole Hard Rock Hotel and Casino em Hollywood, Flórida, Disney Springs do Walt Disney World em Orlando, Flórida e no Aeroporto Internacional de Miami. Eles também possuem dois hotéis: Costa d'Este em Vero Beach, inaugurado em 2008, e The Cardozo em Miami Beach . Em junho de 2009, Estefan e sua esposa se tornaram os primeiros hispânicos a comprar uma participação menor em um time da NFL, o Miami Dolphins . De acordo com artigos publicados em People en Español e AARP Magazine, o patrimônio líquido estimado dos Estefans em 2011 era de aproximadamente US$ 700 milhões.

## Prêmios
Em 1994, Estefan recebeu o prêmio El Premio <i id="mw2g">Billboard</i> por seu trabalho na indústria da música latina. No mesmo ano, ele recebeu o Prêmio de Excelência no Prêmio Lo Nuestro de 1994 . No Grammy Latino de 2000, Estefan recebeu o prêmio de Produtor do Ano por seu trabalho nos álbuns Ciego de Amor de Charlie Zaa, El Amor de Mi Tierra de Carlos Vives e a música " Da la Vuelta " de Marc Anthony e foi reconhecido como a primeira Pessoa do Ano pela Academia Latina da Gravação .
Em 2002, foi nomeado para o Comitê Presidencial de Artes e Humanidades pelo presidente George W. Bush . Em 2005, Estefan recebeu o prêmio BMI "Compositor do Ano" e uma estrela na Calçada da Fama de Hollywood . Estefan recebeu doutorados honorários da Barry University, da University of Miami, da Florida International University e da Berklee College of Music . Ele também recebeu o Sammy Cahn Lifetime Achievement Award pelo Songwriters' Hall of Fame e a Ellis Island Medal of Honor em 2009.
Estefan foi introduzido no Hall da Fama dos Compositores Latinos em 2014. Em novembro de 2015, o presidente Barack Obama concedeu a Estefan e sua esposa Gloria a mais alta honraria civil do país - a Medalha Presidencial da Liberdade . Eles também receberam o Prêmio de Excelência Lo Nuestro em 2018 e o Prêmio Gershwin em 2019 da Biblioteca do Congresso.

## Vida pessoal
Estefan se envolveu romanticamente com a vocalista do Miami Sound Machine, Gloria Fajardo, em 1976. Eles se casaram em 2 de setembro de 1978 e têm um filho, Nayib (nascido em 2 de setembro de 1980), e uma filha, Emily (nascida em 5 de dezembro de 1994). A família vive em Star Island .
Emily é uma artista de gravação. Nayib é um aspirante a cineasta e proprietário do Nite Owl Theatre em Miami. Em 5 de junho de 2010, Nayib se casou com Lara Diamante Coppola no quintal da casa de seus pais. Em 21 de junho de 2012, nasceu o primeiro neto Estefan: neto Sasha Argento Coppola Estefan. Gloria Estefan disse que “Sasha Argento”, que significa “benfeitor da humanidade” em árabe, era um possível nome que ela e Emilio pensaram em nomear seu filho Nayib.